# محوطه فتح‌آباد (گاوکشی)
محوطه فتح‌آباد (گاوکشی) مربوط به دوران‌های تاریخی پس از اسلام است و در شهرستان جیرفت، بخش مرکزی، روستای فتح‌آباد واقع شده و این اثر در تاریخ ۱۱ دی ۱۳۸۰ با شمارهٔ ثبت ۴۵۹۱ به‌عنوان یکی از آثار ملی ایران به ثبت رسیده‌است.